# Scapheremaeus latus
Scapheremaeus latus är en kvalsterart som beskrevs av Sandór Mahunka 1985. Scapheremaeus latus ingår i släktet Scapheremaeus och familjen Cymbaeremaeidae. Inga underarter finns listade i Catalogue of Life.